# Feuchtwiesen bei Aufenau

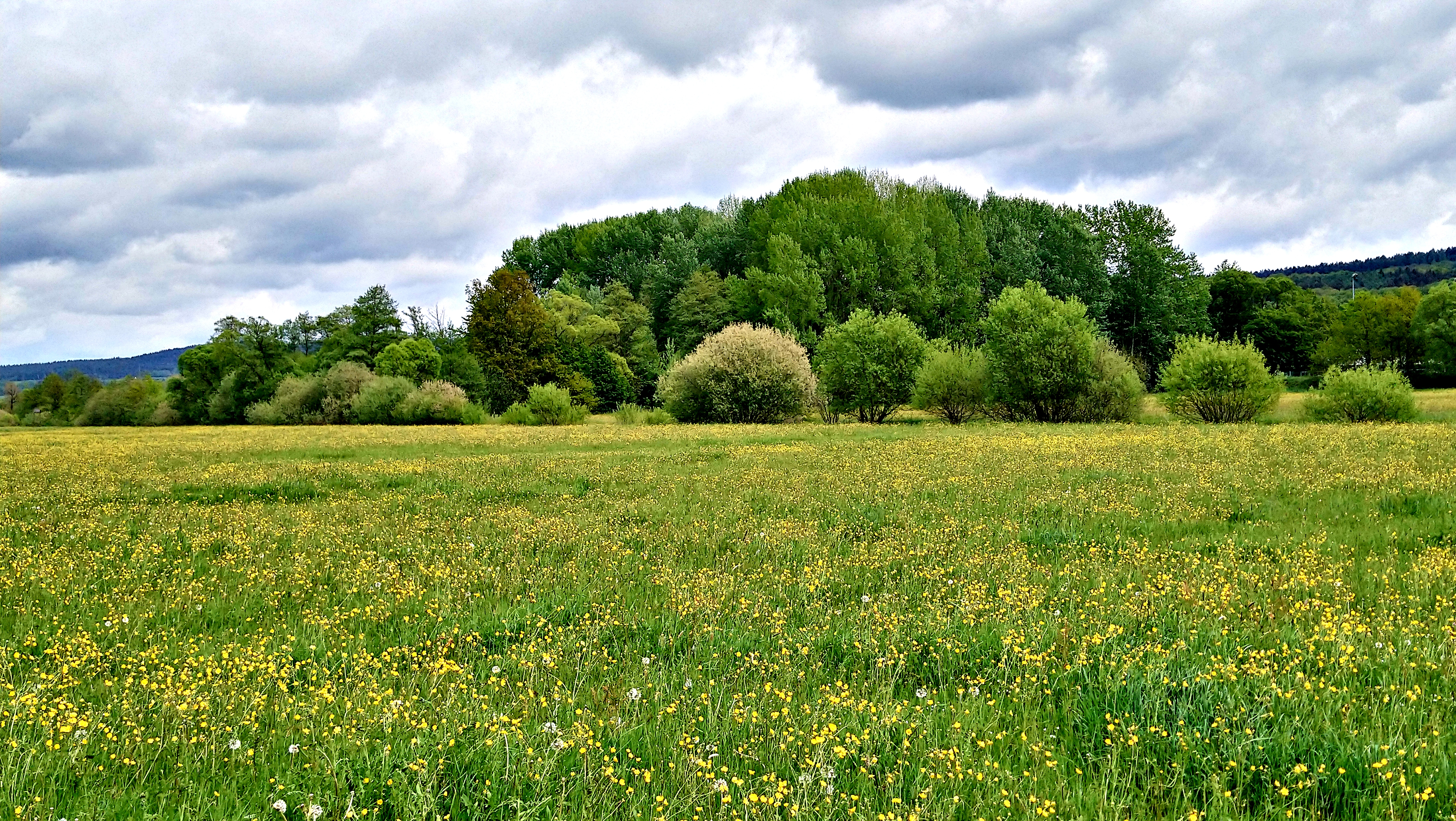
Feuchtwiesen bei Aufenau (2019)

Die Feuchtwiesen bei Aufenau sind ein Naturschutzgebiet auf dem Gebiet der Stadt Wächtersbach im Main-Kinzig-Kreis in Hessen. Das Naturschutzgebiet liegt nördlich des Wächtersbacher Stadtteils Aufenau und nördlich der Landesstraße L 3216 direkt an der nördlich fließenden Kinzig.

## Bedeutung
Das 60,47 ha große Gebiet mit der Kennung 1435043 ist seit dem Jahr 1986 als Naturschutzgebiet ausgewiesen. Es steht unter Naturschutz, um „eines der letzten hochwertigen Feuchtgebiete in der Kinzigaue mit seinen unterschiedlichen Standortfeuchtestufen der Wassergreiskraut- und Silauwiesengesellschaften und daran gebundener bedrohter Tierarten zu erhalten und fortzuentwickeln“.